# Tiberi
|  | Per a altres significats, vegeu «Tiberi (desambiguació)». |

Tiberi (llatí: Tiberius; nascut el 16 de novembre del 42 aC i mort el 16 de març del 37), nascut Tiberi Claudi Neró (llatí: Tiberius Claudius Nero), fou un capitost romà i segon emperador de l'Imperi Romà entre el 14 i la seva mort el 37. Succeí al seu padrastre, August.
Tiberi era fillastre d'August, qui li donà el permís per tornar a Roma del seu exili a l'illa de Rodes i el va adoptar formalment el 26 de juny de l'any 4 dC, moment en què se li van concedir poders tribunicis per deu anys. Com a resultat de l'adopció en prengué el nomen i el cognomen, i passà a ser Tiberi Juli Cèsar (llatí: Tiberius Julius Caesar).
Com a tribú, Tiberi, va reorganitzar de nou l'exèrcit, reformant la llei militar i creant noves legions. El temps en files va ascendir a vint anys (14 anys per als pretorians o guàrdia imperial). Després del servei rebrien una paga l'import de la qual provindria d'un impost del 5% sobre les herències.
El 13 els poders d'August i de Tiberi van ser prorrogats per deu anys més, però August va morir poc després (19 d'agost del 14) i llavors tots els poders van ser transferits a Tiberi, sense cap limitació de termini.
Tiberi va decidir transferir el nomenament dels magistrats dels Comicis al Senat. Amb això els Comicis van perdre una atribució molt important, i va desaparèixer el sistema electoral propi de la República. L'emperador designava candidats per a algunes de les magistratures, i els llocs que quedaven vacants (sense proposta de l'emperador) eren designats pel Senat i es formava una llista única. L'Assemblea Popular o Comicis (que van seguir celebrant-se fins al segle iii) es limitava a aclamar la llista única. Les lleis es van promulgar sense intervenció de les Assemblees. De fet, el poble només conservava el poder en un aspecte: el seu favor o la seva hostilitat eren determinants per als emperadors, i s'expressaven en les grans celebracions al circ.
El Senat va promulgar diverses lleis, entre elles una sobre l'estatus social de les dones que tinguessin relacions sexuals amb esclaus, una sobre tutela, una sobre penes per deterioraments en edificis públics, normes sobre enjudiciament criminal, càstigs d'esclaus que estiguessin presents en una casa quan l'amo fóra assassinat, i una llei d'herència de les dones (els fills de la qual eren preferents als seus germans o parents).
El Senat va adquirir una funció important respecte a les províncies: l'actuació dels senadors com a jurats en els casos de concussió (Repetundae), és a dir d'adquisicions il·legals pels governadors i funcionaris provincials (pel que sembla, els judicis de Repetundis van ser freqüents). També jutjava els delictes de traïció o de lesa majestat.
Una llei (Lex Majestate) promulgada feia anys (al segle anterior) regulava les condemnes per ofenses als màxims dignataris de l'imperi, i Tiberi va haver de fer-la servir.
A la categoria de senadors (o senatorials) podien accedir aquells que posseïen terres per valor d'almenys un milió de sestercis, els quals procedien en gran part de la classe dels cavallers. Així, la majoria dels que tenien la categoria de senadors (encara que no tots exercien el càrrec, que era electiu) constituïen una casta hereditària a la qual només podia accedir-se des d'altres classes per designació imperial directa o indirecta.

## Magistratures

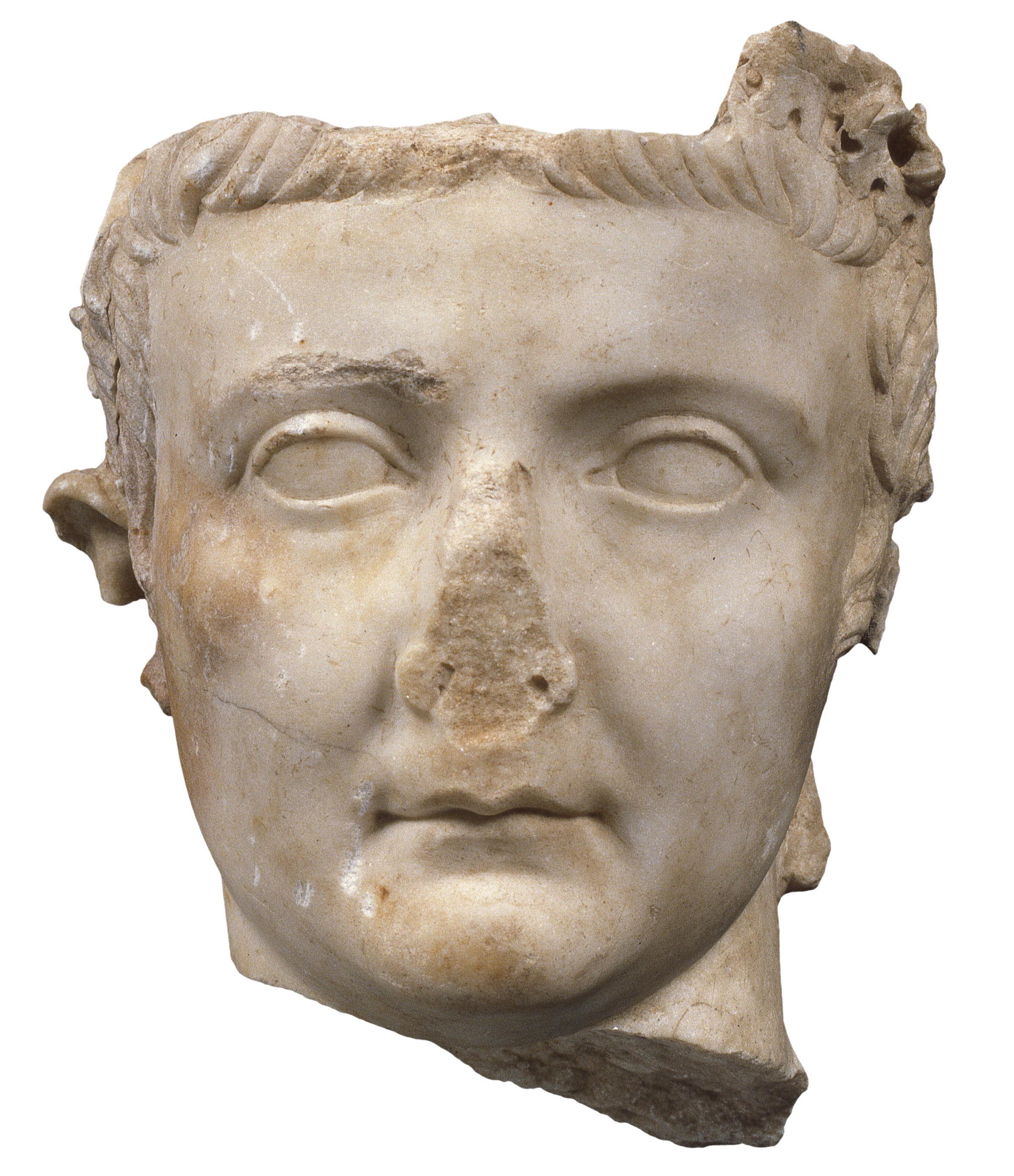
Retrat pòstum de Tiberi

Prèviament a ser senador s'havien d'exercir les magistratures següents:
- El vigintinvirat (vint persones cada any), al qual s'accedia a partir dels 18 anys, i que eren uns superintendents per a les rendes de les seques (cases de moneda) i altres funcions.
- El tribunat militar.
- La qüestura (vint qüestors anuals), a la qual s'accedia a partir dels 25 anys, i que auxiliaven els procònsols o governadors provincials en matèries de finances.
- El tribunat popular (deu cada any), al qual s'accedia als 27 o 28 anys, amb dret de vet en certs assumptes públics.
- La pretura (deu pretors anuals, augmentats després a divuit), a la qual s'accedia als 30 anys, i que comportava el govern d'una província de segon ordre i el comandament d'una legió (propretors), o bé el desenvolupament d'una pretura especial (de l'Erari, etc.). Els pretors tenien funcions judicials i designaven àrbitres en causes civils.
- El consolat (dos cònsols ordinaris i deu d'auxiliars), al qual s'accedia a partir dels 40 anys. Les funcions del cònsol eren presidir el Senat i les Assemblees i, en uns quants casos, administrar justícia.
- Procònsols o governadors provincials, que governaven les províncies senatorials de primer ordre, amb poders consulars (civicomilitars).

Després d'exercir-se totes o part d'aquestes magistratures s'arribava al rang de senador. La majoria dels senadors eren italians, procedents de la classe senatorial.
Al segle i, l'Imperator o Princeps disposava de tots els poders d'un tribú (tribunicia potestas), dels quals tenia un procònsol en el govern de les províncies (poder que l'Imperator podia exercir en qualsevol part del territori), i segurament dels poders d'un cònsol, ja que si ho desitjava ostentava el càrrec de Consul ordinarius. Era, a més, Pontifex Maximus i sovint exercia també les funcions censorials (encara que no exercia el títol de censor). Se li atribuïen diverses qualificacions: Pater Patriae, Princeps Senatus, Imperator i Augustus.

## Funcionaris
L'emperador tenia al seu servei els funcionaris següents:
- Els lictors (assistents o escortes).
- Els pretorians, unitats militars reagrupades en una unitat especial al servei imperial, que prestava el seu servei en els quarters generals o Pretoris. Constituïen la guàrdia personal de l'Imperator i tenien al capdavant el Praefectus Praetorius.
- Els Speculatores, cos de cavalleria amb funcions d'escorta i missatgeria (més tard, al segle ii, les funcions d'escorta van passar als Equites singulares Augusti, i es van crear els Frumentarii, que exercien les funcions de missatgeria i d'espionatge i policia imperial).
- Els empleats, esclaus i lliberts imperials, constituïts per uns quants milers de persones d'aquestes condicions, que realitzaven les tasques domèstiques i de servei de les residències imperials, essent el càrrec més influent el de Cubicularius (camarlenc).

## Rendes fiscals
L'emperador disposava de les següents rendes, que constituïen el fiscus:
- Les procedents de les seves propietats personals.
- Els llegats i herències de ciutadans (que primer va ser un costum, però que amb alguns emperadors va derivar cap a una obligació).
- El botí de guerra.
- L'or ofert per ciutats i províncies.
- Probablement una part dels béns sense hereus que es compartien amb l'Aerarium (les finances públiques).

Hispània Citerior

Les propietats de l'emperador (terres, palaus, vil·les a Itàlia o a les províncies i altres), sembla que passaven al seu successor, fins i tot no essent parents.
Els ciutadans i les comunitats podien dirigir-se a l'Imperator, li consultaven qüestions legals i rebien resposta en forma de rescriptes.
En temps de Tiberi els tributs a les províncies s'exigien amb moderació i les lleis s'aplicaven amb justícia.
Tiberi va viatjar a la província Citerior o Tarraconense en ocasió de les guerres càntabres, cap al 26-25 aC aproximadament.

## Lleis
L'emperador va exercir també com a censor, i va encarregar la realització del cens a les províncies (instituït ja per August).
Entre les lleis que va aplicar, assenyalarem les següents:
- Límit de despeses en jocs i espectacles.
- Límit en el luxe de mobles.
- Fixació anual pel Senat dels articles alimentaris.
- Ordre que establia que els àpats havien de ser consumits sencers, i obligava que la carn i altres aliments sobrants es consumissin en menjars posteriors (era costum llençar fins a la meitat d'un animal del qual ja s'hagués menjat una part).
- Va prohibir el costum de besar-se cada dia.
- Va prohibir demorar més enllà de les calendes de gener els regals de principi d'any.
- Un consell de família castigaria les adúlteres que no tinguessin acusador públic.
- Va prohibir als magistrats adquirir dona per sorteig i després repudiar-la.
- Va prohibir els ritus egipcis i els jueus (aquesta última religió penetrava entre els lliberts).
- Va establir les Cohorts Pretorianes o Guàrdia Imperial a Roma (fins aleshores estaven als voltants).

Després d'uns anys d'exercici del poder es va retirar a l'illa de Capri. Després de la seva retirada a Capri, el poder a la província Tarraconense va ser exercit per un legat que el va exercir uns quants anys (les províncies es dividien en públiques o senatorials, governades per procònsols; i imperials, governades per llegats imperials -Legati- designats per l'Imperator, amb algunes excepcions. Els comandants de les legions, sorgits de l'ordre senatorial, eren Legati de la legió designats també per l'Imperator).
En la seva última època va confiscar béns d'alguns provincials, i va privar moltes ciutats immunes del dret a l'exempció d'impostos.
Tiberi va prohibir col·locar les seves estàtues entre les dels déus. Malgrat això, a la Tarraconense es va desenvolupar el culte a l'emperador Tiberi i a la seva mare Lívia Drusil·la. S'encarregava d'aquest culte un summe sacerdot (Flamen) provincial, designat anualment pel Concilium de la província, que era la reunió de tots els aristòcrates locals, sovint de rang senatorial o eqüestre.
La seva mort l'any 37 va ser obra potser del seu successor, Calígula.

## Llegat

### Historiografia

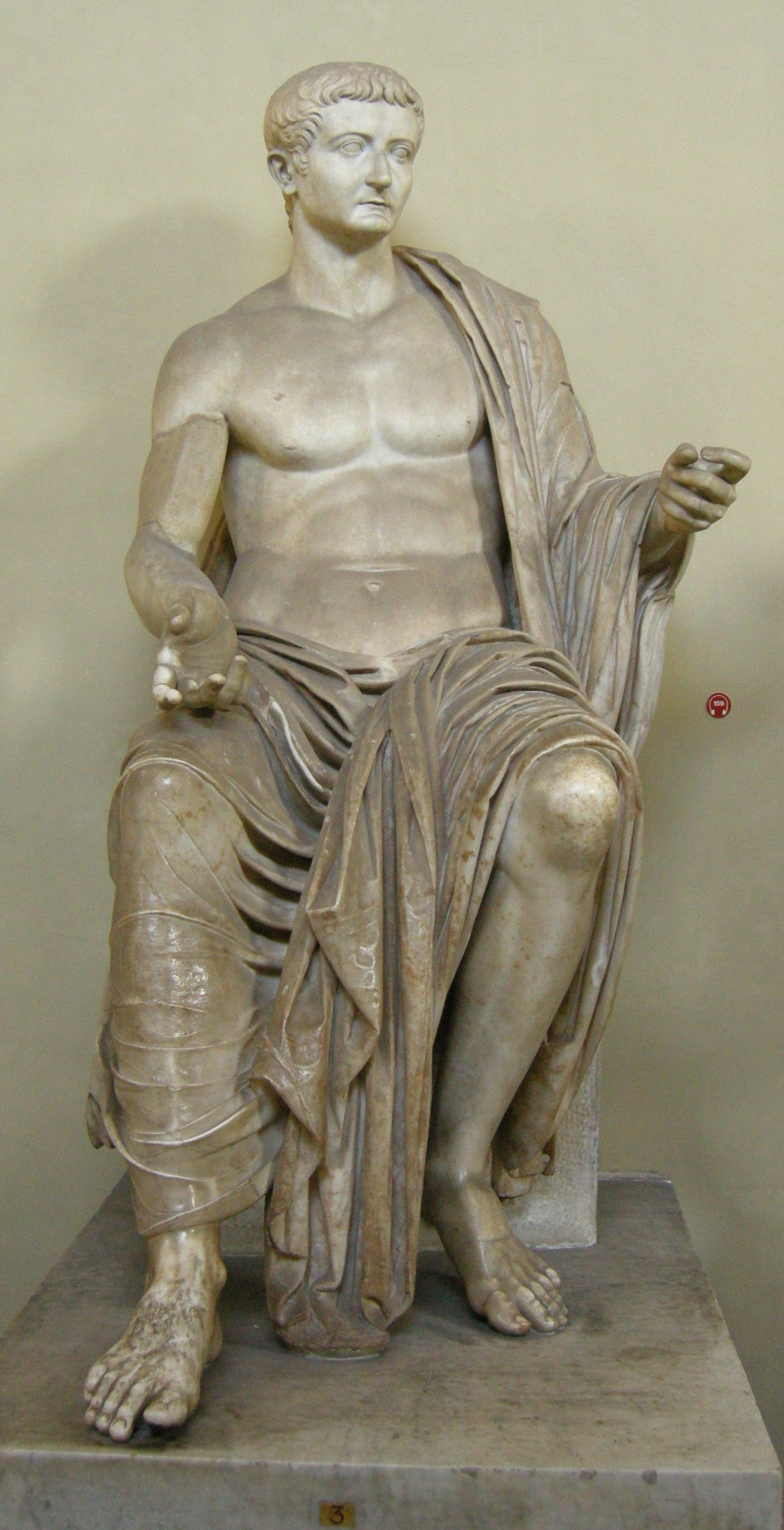
Estàtua de Tiberi de Priverno, feta poc després de l'any 37 dC, ara al Museu Chiaramonti dels Museus Vaticans

Si hagués mort abans del 23dC, podria haver estat aclamat com un governant exemplar. Malgrat la caracterització aclaparadorament negativa que van deixar els historiadors romans, Tiberi va deixar el tresor imperial amb gairebé 3.000 milions de sestercis després de la seva mort. En lloc d'embarcar-se en costoses campanyes de conquesta, va optar per enfortir l'Imperi existent mitjançant la construcció de bases addicionals, utilitzant la diplomàcia i les amenaces militars i, en general, abstenint-se d'entrar en petites baralles entre tirans fronterers competidors. El resultat va ser un Imperi més fort i més consolidat, assegurant que les institucions imperials introduïdes pel seu pare adoptiu romandrien durant els segles a venir.
Dels autors els textos dels quals han sobreviscut, només quatre descriuen el regnat de Tiberi amb un detall considerable: Tàcit, Suetoni, Cassius Dio i Marcus Velleius Paterculus. També queden proves fragmentàries de Plini el Vell, Estrabó i Sèneca el Vell. Filó d'Alexandria parla breument del regnat de Tiberi a l'ambaixada a Gaius. El mateix Tiberi va escriure una autobiografia que Suetoni descriu com a breu i incompleta, però aquest llibre s'ha perdut.

#### Publi Corneli Tàcit
El relat més detallat d'aquest període va ser escrit per Tàcit, els Annals del qual dediquen els sis primers llibres íntegrament al regnat de Tiberi. Tàcit va ser un senador romà, nascut durant el regnat de Neró l'any 56 dC, i cònsol suffectus l'any 97 dC. El seu text es basa en gran part en l’Acta Senatus (l'acta de la sessió del Senat) i l’Acta Diurna (un recull d'actes del govern i notícies de la cort i la capital), així com els discursos del mateix Tiberi, i les històries de contemporanis com Marc Cluvi Rufus, Fabi Rústic i Plini el Vell (tots els quals s'han perdut). La narració de Tàcit posa l'accent tant en la motivació política com en la psicològica. La seva caracterització de Tiberi al llarg dels sis primers llibres és majoritàriament negativa, i empitjora gradualment a mesura que el seu govern declina, identificant un clar punt de ruptura amb la mort del seu fill Drus el Jove l'any 23 dC.
Tàcit descriu el govern Julio-Claudià com a generalment injust i criminal;  atribueix a la hipocresia les virtuts aparents de Tiberi durant el seu primer regnat. Un altre tema recurrent important es refereix a l'equilibri de poder entre el Senat i els emperadors, la corrupció i la tirania creixent entre les classes governants de Roma. Per tant, una part substancial del seu relat sobre Tiberi es dedica als judicis per traïció i persecucions posteriors al renaixement de la llei maiestas sota August. En última instància, l'opinió de Tàcit sobre Tiberi s'il·lustra millor amb la seva conclusió del sisè llibre:
| « | El seu caràcter també va tenir els seus períodes diferents. Va ser un moment brillant en la seva vida i reputació, mentre que sota August era un ciutadà privat o ocupava alts càrrecs; una època de reserva i d'assumpció astuta de la virtut, sempre que Germànic i Drusus estiguessin vius. De nou, mentre vivia la seva mare, era un compost de bé i de mal; era famós per la seva crueltat, tot i que velà les seves disbauxes, mentre estimava o temien Sejanus. Finalment, es va submergir en tota maldat i desgràcia, quan la por i la vergonya es van eliminar, simplement va satisfer les seves pròpies inclinacions. | » |

#### Suetoni Tranquillus

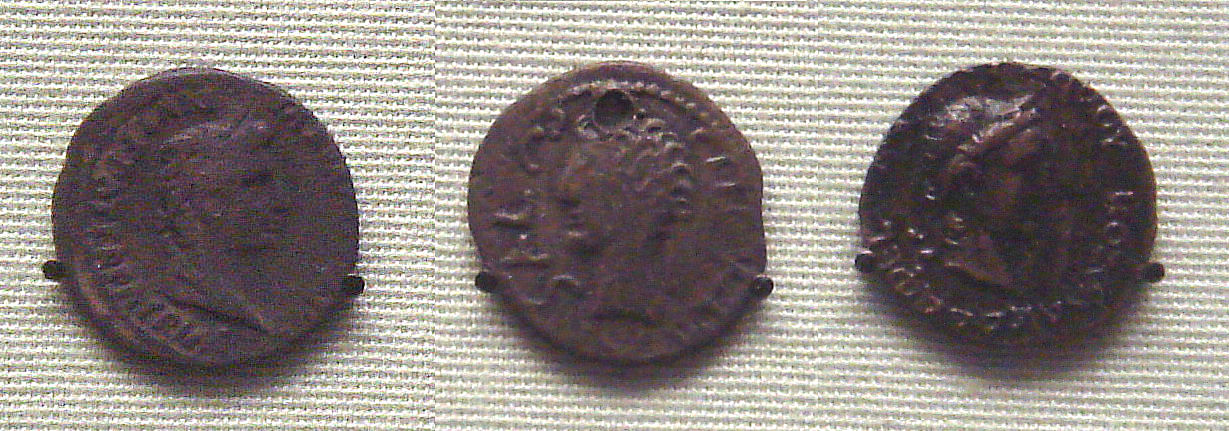
Un exemple de comerç i relacions indoromanes durant el període: denari de plata de Tiberi (14–37) trobat a l'Índia i còpia índia del mateix, moneda del segle I del rei Kuixan Kujula Kadphises copiant una moneda d'August.

Suetoni va ser un eqüestre que va ocupar càrrecs administratius durant els regnats de Trajà i Hadrià. Vides dels dotze cèsars detallen una història biogràfica del principat des del naixement de Juli Cèsar fins a la mort de Domicià l'any 96dC. Com Tàcit, va recórrer als arxius imperials, així com a les històries de Publi Aufidi Bas, Marc Cluvi Rufus, Fabius Rusticus i les pròpies cartes d'August.
El seu relat és més sensacionalista i anecdòtic que el del seu contemporani Tàcit, i aprofundeix en les nombroses presumptes disbauxes de Tiberi mentre estava a Capri. No obstant això, Suetoni elogia les accions de Tiberi durant el seu primer regnat, destacant la seva modèstia.

#### Velleius Paterculus
Una de les poques fonts supervivents contemporànies del govern de Tiberi prové de Velleius Paterculus, que va servir sota Tiberi durant vuit anys (a partir del 4 dC) a Alemanya i Pannònia com a prefecte de cavalleria i legatus. El Compendi d'Història Romana de Paterculus abasta un període des de la caiguda de Troia fins a la mort de Lívia l'any d.C. 29. El seu text sobre Tiberi prodiga elogis tant a l'emperador  com a Sejan. Quant d'això es deu a una admiració o prudència genuïnes segueix sent una qüestió oberta, però s'ha conjecturat que va ser mort l'any d.C. 31 com a amic de Sejanus.

### Evangelis, jueus i cristians

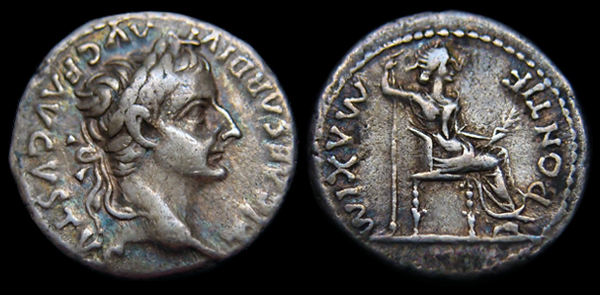
La moneda del tribut esmentada a la Bíblia es creu comunament que és un denari romà que representa l'emperador Tiberi. Títol: TI. CÉSAR DIVI AVG. F. AVGVSTVS / MAXIM. PONTIF.

Segons els Evangelis, Jesús de Natzaret va predicar i va ser executat durant el regnat de Tiberi, per l'autoritat de Ponç Pilat, el governador romà de la província de Judea. Lluc 3:1, afirma que Joan Baptista va entrar al seu ministeri públic l'any quinze del regnat de Tiberi. La ciutat de Tiberíades, a la riba occidental del mar de Galilea (també coneguda com el mar de Tibériade) va ser batejada així per Herodes Antipes en honor de Tiberi. Es fa referència a Joan 6:23 i Joan 6:1. La moneda del tribut a què es refereixen l’Evangeli de Mateu i l’Evangeli de Marc es creu popularment que és una moneda de denari de plata de Tiberi.
Durant el regnat de Tiberi, els jueus s'havien tornat més influents a Roma i els seguidors de Jesús jueus i gentils van començar a fer proselitisme als ciutadans romans, augmentant els ressentiments durant molt de temps. L'any 19 dC Tiberi va ordenar als jueus en edat militar que s'incorporessin a l'exèrcit romà. Va desterrar la resta de la població jueva de Roma, sota pena d'esclavitud de per vida. Josep atribueix el desterrament a un quartet d'estafadors jueus, un dels quals havia fugit del processament a Judea per delictes financers, que van conspirar amb èxit per estafar una matrona romana amb una gran quantitat de diners, seda i or, aparentment per ser enviat a ser dedicat al Segon Temple de Jerusalem.
No hi va haver persecucions romanes sistemàtiques dels cristians sota Tiberi després de la crucifixió de Crist. Jossa troba impensable que Tiberi fos conscient del cristianisme com una fe separada del judaisme. La majoria dels estudiosos creuen que la distinció romana entre jueus i cristians va començar als anys 40, durant el regnat de Cal·lígula, i es va completar cap a l'any 70 dC (la destrucció de Jerusalem).

Extensió de l'Imperi Romà sota Tiberi

La visió de Tiberi de l'Església primitiva cristiana ha estat generalment favorable. L’apologista cristià dels segles II i III Tertul·lià va dir que Tiberi es va acostar al Senat amb una sol·licitud per reconèixer Crist com una deïtat, citant proves dels seus miracles i de la seva resurrecció després de la seva crucifixió. L'historiador de l'Església primitiva Eusebi va dir que Pilat va informar a Tiberi de la resurrecció de Crist. Es diu que Tiberi va portar l'informe de Pilat al Senat. Tiberi s'havia d'acontentar amb la protecció dels cristians de la persecució maliciosa dels senadors; Sant Jeroni afegeix que això era sota pena de mort. Tant ell com Eusebi van incloure el relat de Tertulià en les seves respectives històries de l'Església cristiana, però cap evidència d'aquesta protecció sobreviu en el dret romà. Crake descriu l'episodi essencialment com un comentari sobre la deificació per decret del senat, en el qual pocs «es prendrien seriosament fins i tot la versió dels fets de Tertulià». L'historiador canadenc del segle XX J.E.A. Crake (1911-1983) va dir el 1963 en una reunió anual de l'Associació Clàssica del Canadà que pocs «es prendrien seriosament fins i tot la versió dels esdeveniments de Tertulià» i que la seva «combinació d'incoherència legal hauria inspirat un parell de pàgines de sarcasme de Tertulià». El traductor GA Williamson va dir que «difícilment es pot dubtar que Pilat va enviar aquest informe, però cap de les versions existents es considera genuïna». L’Institut d'Història Cristiana no enumera Tiberi com a emperador romà que perseguia els cristians. El primer emperador romà enumerat és Claudi . Segons l'Institut d'Història Cristiana des del 30 d.C. fins al 311 d.C., un període en què 54 emperadors van governar l'Imperi, només una dotzena es van prendre la molèstia d'assetjar els cristians. A més, fins que Deci (249-251) no va intentar deliberadament una persecució a tot l'Imperi amb l'aprovació de Roma.

### Arqueologia

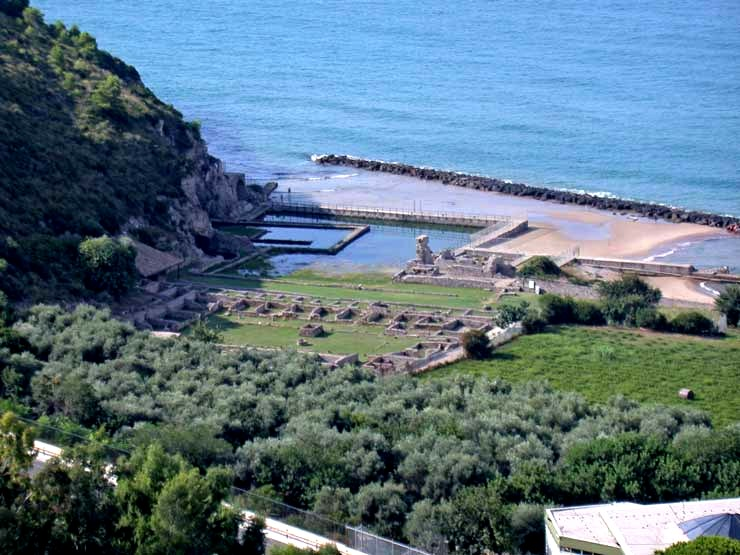
Restes de la vil·la de Tiberi a Sperlonga, a la costa a mig camí entre Roma i Nàpols

Possibles rastres queden de les renovacions de Tiberi als Jardins de Mecenas, on va viure en tornar de l'exili l'any 2 dC. Aquests persisteixen a l'interior del probable triclini - nimfeu de la vil·la, l'anomenat Auditori de Mecenas. En un edifici d'època tardorepublicana, identificable com a tal pels seus maons i terra, el paisatge de temàtica dionisíaca i els frescos de la natura que revesteixen les parets recorden les il·lusionistes primeres pintures imperials del menjador subterrani de la seva mare.
El palau de Tiberi a Roma es trobava al turó Palatí; les seves ruïnes encara es mantenen. Tiberi va construir un temple a Roma al divinitzat August, i va restaurar el teatre de Pompeu, aquestes obres no es van acabar fins al regnat de Calígula. Les restes de la vil·la de Tiberi a Sperlonga inclouen una gruta, on es van trobar les escultures fragmentàries de Sperlonga. S'ha conservat el refugi de Villa Jovis a Capri, al cim d'un turó. Segons Tàcit, la finca de Capri incloïa un total de dotze viles, de les quals la Villa Jovis era la més gran.
Tiberi es va negar a ser adorat oficialment com a déu viu. Va promoure la moderació en el culte oficial, a tot l'Imperi, a l'August divinitzat, i va establir un sacerdoci, les Sodales Augustales, per administrar els seus ritus. Va permetre un únic temple per honrar tant el seu mateix geni com el del Senat, a Esmirna. 

### Cultura popular
Tiberi ha estat representat a la ficció, la literatura, el cinema i la televisió, i en els videojocs, sovint com un personatge perifèric a la història central. La següent és una llista de les aparicions que va fer Tiberi a la cultura popular.
- Apareix a la novel·la de 1934 I, Claudius de Robert Graves,[43] i la consegüent adaptació de la sèrie de televisió de la BBC, on és interpretat per George Baker.[44]
- George RR Martin, l'autor de la sèrie A Song of Ice and Fire, ha afirmat que el personatge central Stannis Baratheon està parcialment inspirat en Tiberius Caesar, i particularment en el retrat de Baker.[45]
- Al drama històric de la ITV de 1968 The Caesars, Tiberius (d’André Morell) és el personatge central de bona part de la sèrie i està retratat d'una manera molt més equilibrada que a I, Claudius.
- També apareix com un personatge secundari a la pel·lícula de 2006 The Inquiry, en la qual és interpretat per Max von Sydow. A més, Tiberius té papers destacats a Ben-Hur (interpretat per George Relph en el seu darrer paper protagonista),[46] i a AD (interpretat per James Mason).
- Va aparèixer a The Robe (1953), interpretat per Ernest Thesiger.
- Va aparèixer a la pel·lícula Calígula de 1979, interpretada per Peter O'Toole.
- Va ser un personatge important a la novel·la de 1958 de Taylor Caldwell, Dear and Glorious Physician, una biografia de Sant Lluc l'Evangelista, autor del tercer Evangeli canònic.
- Va ser interpretat per Kenneth Cranham a la sèrie de televisió AD The Bible Continues del 2015.
- A la sèrie de televisió Roman Empire, Tiberius va ser interpretat per Craig Walsh-Wrightson. A la sèrie de televisió Domina del 2021, va ser interpretat per Earl Cave.
- El robatori del Tiberi d'or, una moneda commemorativa involuntàriament única encarregada per Tiberi que, segons es diu, va aconseguir un estatus llegendari en els segles posteriors, d'una misteriosa tríada d'ocultistes impulsa la trama de la història d'enquadrament a la novel·la Els tres d’Arthur Machen de 1895. Impostors.